# دهه ۱۶۱۰ (پیش از میلاد)
دهه ۱۶۱۰ (پیش از میلاد) صد و شصت و یکمین دهه قبل از مبدا شروع تقویم میلادی است.

## افراد سرشناس
- پادشاه تانگ  (دودمان شانگ چین) (دهه ۱۶۱۰ (پیش از میلاد)– دهه ۱۵۸۰ (پیش از میلاد))